# Joseph McCarthy (Liedtexter)
Joseph „Joe“ McCarthy (* 27. September 1885 in Somerville (Massachusetts); † 18. Dezember 1943 in New York City) war ein US-amerikanischer Liedtexter.

## Leben und Wirken

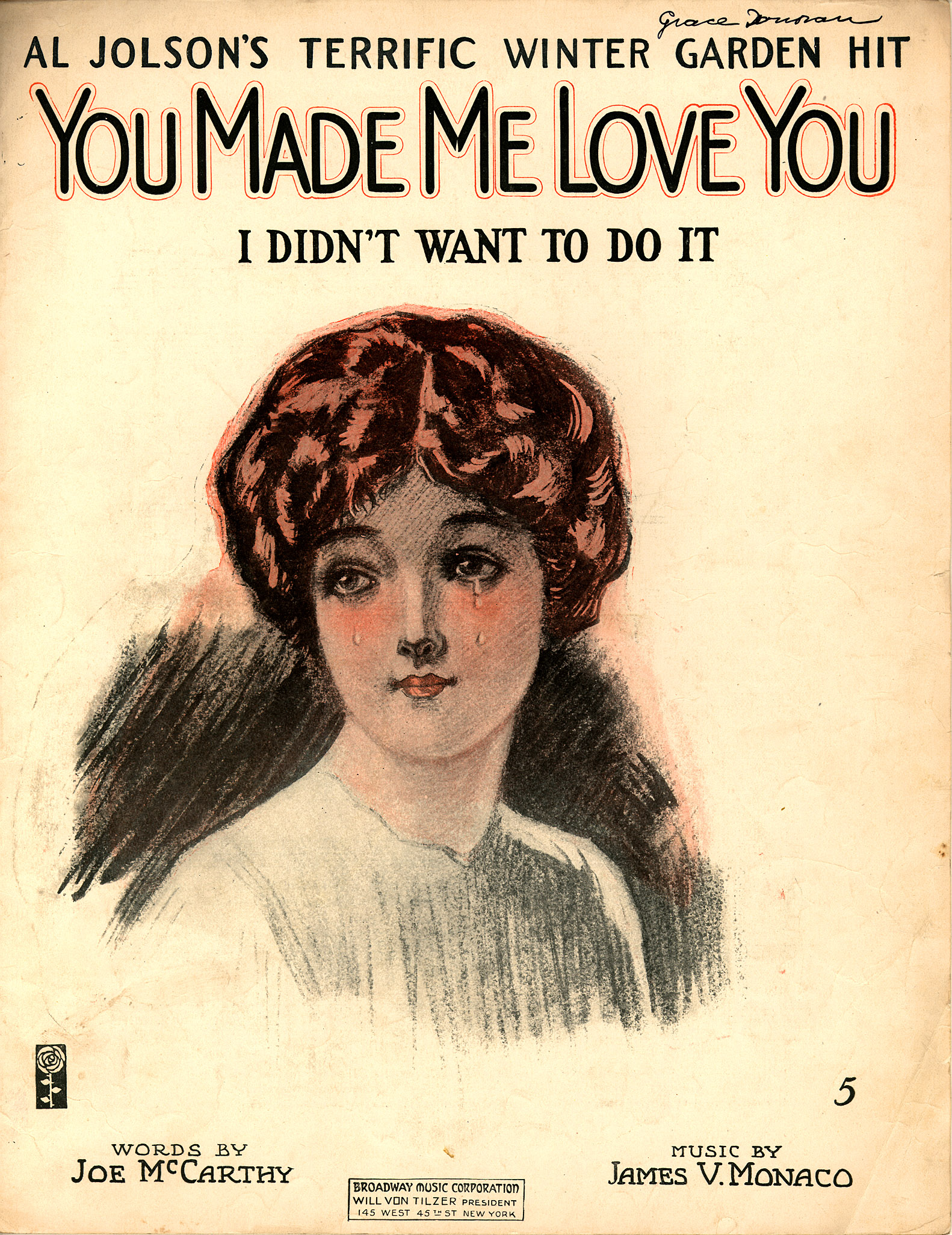
Titel der Notenausgabe von „You Made Me Love You“, 1913

Joseph McCarthy begann seine Karriere als Sänger in Kabaretts, bevor er anfing, Liedtexte zu schreiben. Sein erster Hit war 1913 „You Made Me Love You“, den er mit James V. Monaco geschrieben hatte. Der Song wurde erfolgreich von Al Jolson und von Grace La Rue, in späteren Jahren u. a. von Harry James, Judy Garland interpretiert. Drei Jahre später veröffentlichte das Songwriter-Team McCarthy/Monaco „Why Do You Want to Make Those Eyes at Me For?“ (der Song, der zuerst 1917 von Ada Jones und Billy Murray für Victor aufgenommen wurde, war 1959 war in der Version von Emile Ford & The Checkmates ein Nummer-eins-Hit in Großbritannien). McCarthy arbeitete dann für Broadway-Shows: 1918 schrieb er mit Harry Carroll die Songs für die Musikrevue Oh, Look und den Song „I’m Always Chasing Rainbows“, den Tony Bennett, Bing Crosby, Stan Getz, Harry James, Stan Kenton, Gloria Lynne, Buddy Rich und Frank Sinatra zum Standard machten. Zusammen mit Harry Tierney hatte er weitere Erfolge mit dem Musical Irene (1919), dessen Song Alice Blue Gown, den die Broadwaysängerin Alice zum Nummer-1-Hit machte und der später von Musikern wie Chet Atkins, Duke Ellington, Tommy Dorsey, Benny Goodman, Glenn Miller, der Original Dixieland Jazz Band, Red Nichols, Muggsy Spanier und Teddy Wilson interpretiert wurde. Der Name und das „Blue“ des Titels waren eine Reverenz an Alice Roosevelt Longworth, die Tochter des späteren US-Präsidenten Theodore Roosevelt.
McCarthy/Tierney schrieben außerdem für die Ziegfeld Follies und Shows wie The Broadway Whirl, Up She Goes, Glory und 1923 für Florenz Ziegfelds Kid Boots (mit Eddie Cantor). 1927 hatten beide mit der Operette Rio Rita am Broadway Erfolg; daraus stammten die Songs The Rangers’ Song, You’re Always in My Arms, Following the Sun Around, The Kikajou und If You’re in Love, You’ll Waltz. Tierneys und McCarthys Zusammenarbeit endete 1928 mit dem wenig erfolgreichen Musical Cross My Heart.  McCarthy hatte weitere Erfolge mit den Songs „Ireland Must Be Heaven for My Mother Came from There“ (1916, mit Fred Fisher), „I’m in the Market for You“ (1930, mit James F. Hanley) und „Ten Pins in the Sky“ (mit Milton Ager), den Judy Garland 1938 in dem Film Listen Darling sang.
Sein Sohn, der Liedtexter Joseph McCarthy Jr. arbeitete mit dem Komponisten Cy Coleman („Why Try to Change Me Now“).